# Rita Cetina Gutiérrez
Rita Boiler Cetina Gutiérrez (Mérida, Yucatán, 22 de mayo de 1846-11 de octubre de 1908), más conocido como Rita Cetina, fue una activista feminista, maestra y poetisa mexicana. Fue promotora junto con otros educadores de la época como Ángela González Benítez, Gertrudis Tenorio Zavala, Cristina Farfán, Rodolfo Menéndez de la Peña y Antonio Menéndez de la Peña, de la educación laica y de la participación de los derechos de las mujeres en Yucatán en el siglo XIX. 
Fundó la escuela La Siempreviva, la Sociedad Científica y Literaria y una revista que llevó el mismo nombre, en 1870. Fue reconocida por sus ideas avanzadas en aspectos educativos para las mujeres y en términos de su participación en la vida social, cultural y profesional.

## Trayectoria pedagógica
Después de haber fundado su escuela, La Siempreviva, y haberla dirigido durante 7 años, Rita fue nombrada directora del Instituto Literario para Niñas, que fue la escuela para mujeres más importante de su tiempo en Yucatán. Por esta razón cerró temporalmente La Siempreviva, misma que reabrió en 1879, manteniéndola en funcionamiento hasta su cierre definitivo en 1886.
Como directora del Instituto Literario, realizó una tarea de modernización y actualización del sistema educativo, acción que promovió también para las escuelas públicas del resto del estado. Durante esa época colaboró en numerosas revistas y publicaciones de la época, como La Revista de Mérida; La Biblioteca de Señoritas; El Repertorio Pintoresco; La Guirnalda; La Esperanza; El Recreo del Hogar. Impulsó siempre el mejoramiento de la educación para las mujeres y la igualdad de género. Influyó por este hecho en no pocas personas que continuaron su lucha como fue el caso de Elvia Carrillo Puerto, quien fue su alumna.
Como reconocimiento a su tarea educativa, existe en su natal Mérida, una escuela primaria con su nombre. También existe en esa ciudad un monumento erigido en su memoria.

## La Siempreviva
En 1870 con el apoyo de otras mujeres y en pro de la educación laica de las mujeres yucatecas, en el marco del liberalismo, se inauguró su escuela de enseñanza de primeras letras para niñas y adolescentes pobres donde Rita se encontraba a cargo de clases gratuitas de literatura, música, declamación y dibujo natural. Así mismo, ésta permitió la edición de un revista la cual fue la primera en México escrita por mujeres y para mujeres en la que fue la redactora, gestora y editora responsable, donde se permitió la fundación de una sociedad científica y literaria que junto con su escuela, se dio a la tarea de difundir sus postulados, así como discutir de forma crítica los problemas que aquejaban a las mujeres de la época y entre los cuales destacaban: la sexualidad femenina, el matrimonio, los hijos, el amor y la doble moralidad, de esta manera, dicha escuela y revista recibían el nombre “La Siempreviva”. 

## Trayectoria literaria
Rita Cetina desarrolló a temprana edad su talento para la poesía, pues a la edad de 16 años comenzó a crear sus primeras composiciones poéticas, las cuales datan de 1862 y en las cuales el amor filial y fraterno son su tema más recurrente. 
Rita además de centrarse en la poesía también destacó en la redacción de ensayos y una novela poco reconocida, en 1866 se dio a conocer como poetisa al presentar una composición al coronel Daniel Traconis después de regresar triunfante de una batalla en Tihosuco. 
Por otro lado, Rita fue parte del proyecto de formación de la revista “Letras Patrias”. Si bien, no se le ha reconocido como una de las escritoras más prominentes del siglo XIX, Rita se mostró como una escritora que procuró hacer presente la imagen de la mujer ilustrada en este siglo.

## Aporte al feminismo
Rita Cetina Gutiérrez fue una de las pioneras de la educación en Yucatán, así como del feminismo, pues alrededor de 1870 impulsó la educación de mujeres para mejorar su vida en la sociedad, además sus escritos permitieron conocer y reconocer la imagen femenina de las últimas décadas del siglo XIX y de reflejar una postura crítica en un periodo que se caracterizaba por el androcentrismo, por otro lado, sentó las bases para amigas, lectoras, alumnas y otras mujeres en la participación activa, así como la emancipación de la mujer. 
Este esfuerzo marcó el inicio del despertar femenino en la península, consolidándose durante la etapa del socialismo con los primeros congresos feministas en América, celebrados en Yucatán. El Primer Congreso Feminista de Yucatán y los siguientes, representaron los primeros espacios en la historia del país para las mujeres, exigiendo derechos como: el voto, la educación, el control de la fertilidad, el trabajo y el divorcio. Este movimiento feminista local abrió el camino para la participación femenina en diversos ámbitos, desde asociaciones civiles hasta la política, dejando un legado de fortaleza y acción para las mujeres yucatecas. De igual manera y gracias a su revista La Siempreviva, Rita logró consolidar un espacio de expresión para las mujeres.

## Obra
Algunas de sus composiciones poéticas fueron firmadas con el seudónimo Cristabela.
| Nombre                              | Año  |
| ----------------------------------- | ---- |
| Deudas de corazón (drama teatral)   |      |
| A México                            | 1867 |
| Biblioteca de Señoritas             | 1869 |
| La Aurora                           | 1870 |
| Julia. La Siempreviva               |      |
| "A nuestro sexo" La Siempreviva N°1 | 1870 |
| Romance. La Siempreviva N°11        | 1870 |
| Un lirio. La Siempreviva            | 1871 |
| Resignación. La Siempreviva N°22    | 1871 |
| Cuento al Mar. La Siempreviva N°34  |      |
| El Búcaro                           | 1873 |
| El Eco de Ambos Mundos              | 1873 |
| La Primavera                        | 1874 |
| El Recreo del Hogar, Tabasco        | 1879 |
| Oda a los héroes de Tihosuco        | 1886 |
| Violetas del Anáhuac                | 1887 |
| La mujer mexicana                   | 1905 |